# The Shuttle (film)
The Shuttle er en amerikansk stumfilm fra 1918 af Rollin S. Sturgeon.

## Medvirkende
- Constance Talmadge - Bettina Vandepoel
- Alan Roscoe - Mount Dunstan
- Edith Johnson - Rosalie Vanderpoel
- Edwin B. Tilton - Reuben Vanderpoel
- Helen Dunbar - Vanderpoel